# Кристофориди, Констандин

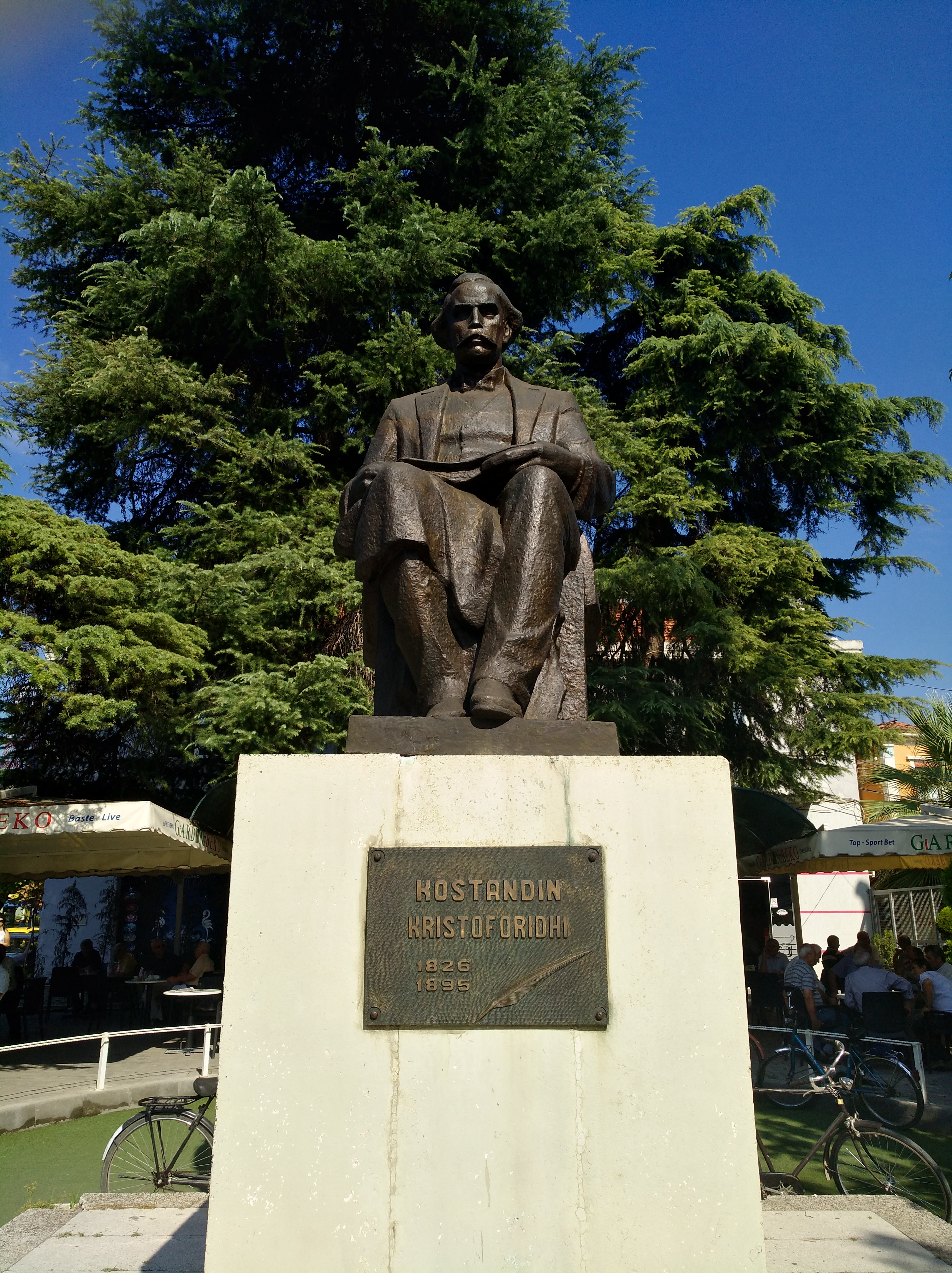
Памятник К. Кристофориди в Эльбасане

Констандин Кристофориди (настоящее имя и фамилии — Костандин Нделка) (алб. Kostandin Kristoforidhi; 22 мая 1827, Эльбасан, Османская империя — 7 марта 1895, там же) — албанский филолог, переводчик, лексикограф и писатель
, много способствовавший становлению албанского литературного языка. Один из видных деятелей албанского национального движения конца XIX века.

## Биография
Сын православного ремесленника. В 1850 году окончил грекоязычную гимназию в Янине.
В 1857 году отправился в Стамбул, где подготовил Меморандум в защиту албанского языка, адресованный османским властям.
В 1860 году прибыл на Мальту, где завершил перевод Нового Завета на албанский язык. С Мальты отправился в Тунис, где в 1865 году наладил сотрудничество с Британским и зарубежным библейским обществом. Тогда же стал участником албанского национального движения, выступая за автономию албанских земель в пределах Османской империи.
Сотрудничал с журналом «Albania».
Знал албанский (токский и гегский диалекты албанского языка), греческий, латинский, иврит, английский, итальянский, турецкий, болгарский, арабский, французский и немецкий языки.

## Научная и творческая деятельность

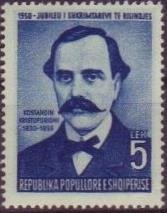
Почтовая марка Албании с изображением К. Кристофориди. 1950 г.

Известен тем, что первым в 1872 году перевёл Новый Завет на гегский диалект албанского языка, а в 1879 году также осуществил перевод на тоскский диалект албанского языка. Сделав перевод на оба диалекта, заложил основу для объединения обоих диалектов в национальный албанский язык.
Кроме того, важнейшими трудами К. Кристофориди стали «Албанско-греческий словарь» (1904), «Грамматика албанского языка» (1882), «Букварь» (1872), а также многочисленные исследования албанского языка.
В конце жизни подготовил сборник рассказов из жизни горцев (Gjahu and malësorëve), который был опубликован после смерти Кристофориди. В 1904 г. было опубликовано полное издание «Словаря албанского языка».

## Избранные публикации
- Istoria e shkronjësë shënjtëruarë. (1872)
- Λεξικὸν τῆς ἀλβανικῆς γλώσσης Lexikon tēs albanikēs glōssēs (Greek-Albanian Dictionary)
- Γραμματική τῆς γλώσσης κατὰ τὴν τοσκικὴν διάλεκτον Grammatikē tēs glossēs kata tēn toskikēn dialekton (1882)
- Abetare. (ABC-Primer, Gheg 1867, Tosk 1868)